# Slepan růžový
Slepan růžový (Myriopholis macrorhyncha) je malý had z čeledi slepanovitých.

## Popis
Tento had připomíná spíše jak žížalu neboli dešťovku. Na místě očí má sice malé černé skvrnky, ale je úplně slepý.

## Areál rozšíření
Vyskytuje se v izolovaných populacích v severní Africe a v jihozápadní Asii. V Africe se vyskytuje v Maroku, Mauretánii, Senegalu, Guineji, Ghaně, Alžírsku, Tunisku, Nigeru, Libyi, Čadu, Mali, Egyptě, Súdánu, Somálsku a Etiopii. V Asii byl zaznamenán v Adenu (Jemen), Turecku, Íránu, Izraeli, Iráku a Pákistánu. Typová lokalita je „Sennaar“ (Súdán).

## Potrava
Nejčastěji loví mravence nebo termity, když je chce vypátrat, řídí se podle jejich pachových chodbiček.